# Pseudoginglymostoma brevicaudatum
El tiburón nodriza de cola corta (Pseudoginglymostoma brevicaudatum) es una especie de elasmobranquio orectolobiforme de la familia Ginglymostomatidae.